# La llamada del sexo
La llamada del sexo, conocida también como Dulcemente morirás por amor, Obsesión criminal, Siete orquídeas para un cuervo o Dos orquídeas para un cuervo, es una película mexicana-española del género de suspenso de 1977, dirigida por Tulio Demicheli sobre la base de un argumento de Fernando Orozco y L. Bermejo, con fotografía de Douglas Sandoval y Rafael Pacheco y musicalizada por Danny Daniel. Se estrenó comercialmente el 25 de julio de 1977 en Madrid, España, y el tema musical es interpretado por Donna Hightower.

## Sinopsis
Carlos es el jefe de una agencia de publicidad de Santo Domingo quien tiene una relación extramatrimonial con Mónica, una modelo a quien conoció en un casting para un comercial de dentífrico, y la relación transcurre sin más contratiempos hasta que un buen día él lleva a su amante a una casa abandonada, ubicada en las afueras de la ciudad, en la cual vivió allí durante su niñez y adolescencia.
Mónica se percata de que en muchas de las paredes de la casa existen unos perturbadores dibujos infantiles de hombres y mujeres enmascarados a lo que Carlos le explica que, en aquella época, sus padres daban frecuentes bailes de máscaras que terminaban convirtiéndose en bacanales y que, por ello, tanto él como su ya fallecida hermanastra Karin detestaban las fiestas de Carnaval. Mónica trata de indagarle a su amante más detalles al respecto, pero Carlos termina rehusándose a seguir hablando del tema.
Por otra parte Gloria, la riquísima e igualmente ambiciosa esposa de Carlos, comienza a sospechar de su marido y contrata a un detective privado para investigarlo. Ambos terminan sorprendiendo in fraganti a Carlos y Mónica en el cuarto de un hotel y, ya en casa, los esposos discuten por el divorcio hasta que súbitamente ella cae accidentalmente de la escalera y Carlos, creyéndola muerta, la lleva a la casa abandonada y la esconde dentro de un baúl.
Sin embargo al huir del lugar, Carlos atropella en forma accidental a un niño, siendo éste el comienzo de una serie de extraños y fatídicos acontecimientos que le predijo su amigo, el parapsicólogo Víctor Litvinov, hace un tiempo atrás y que terminarán desembocando en otro hecho completamente inesperado.

## Elenco
- George Hilton ... Carlos Alaria
- Claudia Gravy ... Gloria de Alaria
- Rossy Mendoza ... Mónica Sandoval
- Andrés García ... Víctor Litvinov
- Verónica Miriel ... Karin
- Eduardo Fajardo ... Detective Montero
- Dan Forrest ... Dino, el esposo de Karin
- Frank Braña ... Toife, el fotógrafo de la agencia de publicidad
- Franklin Domínguez
- Augusto Feria
- Teddy Beltrán
- César Olmos
- Luciano Angulo
- Licena de Bas
- Eduardo García
- Fernando Casado
- Felipe Gil
- Víctor Fernández
- Carmen Berroa
- Fernando Hoppleman
- Rubén Echavarría
- René Olmos
- Dulce María Villeta
- Cesarina Castillo
- Fernando Tejela
- Ernesto Yáñez